# Omulna (struga)
Omulna (Wełtyńska Struga)  – struga, prawy dopływ Odry Wschodniej o długości 17,06 km i powierzchni zlewni 81,1 km².
Struga płynie przez Równinę Wełtyńską w województwie zachodniopomorskim. Wypływa z Jeziora Wełtyńskiego i płynie w kierunku północnym. Przepływa przez miejscowości Wełtyń, Raczki, Stare Brynki, Radziszewko i Szczecin oraz przez kilka jezior i zbiorników wodnych, z których największe to Gardzienko i Krzywienko. W dolnym biegu skręca na zachód i uchodzi do Odry Wschodniej w południowej części szczecińskiego osiedla Klucz. 
Struga jest częściowo uregulowana.